# Campionatul Național de Șah al României
Campionatul Național de Șah al României se desfășoară în fiecare an. Competiția este organizată de Federația Română de Șah. Prima ediție a avut loc în anul 1926 la Sibiu cu 8 participanți.
| An   | Campion                               | Campioană                              |
| ---- | ------------------------------------- | -------------------------------------- |
| 1926 | Alexandru Tyroler                     |                                        |
| 1927 | Alexandru Tyroler                     |                                        |
| 1929 | Alexandru Tyroler                     |                                        |
| 1930 | János Balogh                          |                                        |
| 1931 | Ștefan Erdélyi I                      |                                        |
| 1934 | Ștefan Erdélyi I                      |                                        |
| 1935 | Heinrich Silbermann                   |                                        |
| 1936 | Ion Halic                             | Rodica Luția                           |
| 1943 | Petre-Vlad Seimeanu                   |                                        |
| 1946 | Octav Troianescu                      |                                        |
| 1947 | Traian Ichim                          |                                        |
| 1948 | Toma Popa                             |                                        |
| 1949 | Ștefan Erdélyi II                     | Lidia Habermann                        |
| 1950 | Ion Bălănel                           | Iolanda Szathmary                      |
| 1951 | Tudorel Flondor Gheorghe Alexandrescu | Maria Albuleț                          |
| 1952 | Victor Ciocâltea                      | Elena Graboviețchi                     |
| 1953 | Ion Bălănel                           | Lidia Giuroiu                          |
| 1954 | Octav Troianescu                      | Lidia Giuroiu                          |
| 1955 | Ion Bălănel                           | Maria Albuleț                          |
| 1956 | Octav Troianescu                      | Maria Albuleț                          |
| 1957 | Octav Troianescu                      | Rodica Manolescu                       |
| 1958 | Ion Bălănel                           | Lidia Giuroiu                          |
| 1959 | Victor Ciocâltea                      | Margareta Teodorescu                   |
| 1960 | Florin Gheorghiu                      | Alexandra Nicolau                      |
| 1961 | Victor Ciocâltea                      | Alexandra Nicolau                      |
| 1962 | Florin Gheorghiu                      | Margareta Perevoznic                   |
| 1963 | Theodor Ghițescu                      | Alexandra Nicolau                      |
| 1964 | Florin Gheorghiu                      | Alexandra Nicolau                      |
| 1965 | Florin Gheorghiu                      | Alexandra Nicolau                      |
| 1966 | Florin Gheorghiu                      | Elisabeta Polihroniade                 |
| 1967 | Florin Gheorghiu                      | Gertrude Baumstark                     |
| 1968 | Octav Troianescu                      | Margareta Teodorescu                   |
| 1969 | Victor Ciocâltea                      | Margareta Teodorescu                   |
| 1970 | Victor Ciocâltea                      | Elisabeta Polihroniade                 |
| 1971 | Victor Ciocâltea                      | Elisabeta Polihroniade                 |
| 1972 | Carol Partoș                          | Elisabeta Polihroniade                 |
| 1973 | Florin Gheorghiu                      | Alexandra Nicolau                      |
| 1974 | Aurel Urzică                          | Margareta Teodorescu                   |
| 1975 | Victor Ciocâltea                      | Elisabeta Polihroniade                 |
| 1976 | Mihai Ghindă                          | Elisabeta Polihroniade                 |
| 1977 | Florin Gheorghiu                      | Elisabeta Polihroniade                 |
| 1978 | Mihai Ghindă                          | Daniela Nuțu                           |
| 1979 | Victor Ciocâltea                      | Daniela Nuțu                           |
| 1980 | Mihai Șubă                            | Daniela Nuțu                           |
| 1981 | Mihai Șubă                            | Gertrude Baumstark                     |
| 1982 | Ovidiu Foișor                         | Eugenia Ghindă                         |
| 1983 | Mihai Ghindă                          | Margareta Mureșan                      |
| 1984 | Sergiu Grünberg                       | Marina Pogorevici                      |
| 1985 | Mihai Șubă                            | Margareta Mureșan                      |
| 1986 | Adrian Negulescu                      | Ligia Jicman                           |
| 1987 | Florin Gheorghiu                      | Margareta Mureșan                      |
| 1988 | Mihai Marin                           | Gabriela Olărașu                       |
| 1989 | Mihai Ghindă                          | Gabriela Olărașu Cristina-Adela Foișor |
| 1990 | Ioan Biriescu                         | Mariana Ioniță                         |
| 1991 | Dragoș Dumitrache                     | Elena Luminița Radu-Cosma              |
| 1992 | Andrei Istrățescu                     | Elena Luminița Radu-Cosma              |
| 1993 | Liviu-Dieter Nisipeanu                | Gabriela Olărașu                       |
| 1994 | Mihai Marin                           | Corina Peptan                          |
| 1995 | Romeo Sorin Milu                      | Corina Peptan                          |
| 1996 | Liviu-Dieter Nisipeanu                | Gabriela Olărașu                       |
| 1997 | Bela Badea                            | Corina Peptan                          |
| 1998 | Bela Badea                            | Cristina-Adela Foișor Ligia Jicman     |
| 1999 | Constantin Ionescu Mihai Marin        | Gabriela Olărașu                       |
| 2000 | Iulian Sofronie                       | Corina Peptan                          |
| 2001 | Mircea Pârligras                      | Iulia Ionică                           |
| 2002 | Liviu-Dieter Nisipeanu                | Irina Ionescu Brandis                  |
| 2003 | Mihai Grünberg                        | Gabriela Olărașu                       |
| 2004 | Alin Berescu                          | Corina Peptan                          |
| 2005 | Alin Berescu                          | Angela Dragomirescu                    |
| 2006 | Vlad Jianu                            | Ioana-Smaranda Pădurariu               |
| 2007 | Constantin Lupulescu                  | Corina Peptan                          |
| 2008 | Vladislav Nevednicii                  | Corina Peptan                          |
| 2009 | Eduard Văleanu                        | Corina Peptan                          |
| 2010 | Constantin Lupulescu                  | Elena-Luminița Cosma                   |
| 2011 | Constantin Lupulescu                  | Cristina-Adela Foișor                  |
| 2012 | Vladislav Nevednicii                  | Cristina-Adela Foișor                  |
| 2013 | Constantin Lupulescu                  | Cristina-Adela Foișor                  |
| 2014 | Vlad Bârnaure                         | Corina Peptan                          |
| 2015 | Constantin Lupulescu                  | Corina Peptan                          |
| 2016 | Mircea Pârligras                      | Elena-Luminița Cosma                   |
| 2017 | Andrei Istrățescu                     | Corina Peptan                          |
| 2018 | Tiberiu Georgescu                     | Irina Bulmaga                          |
| 2019 | Lucian Miron                          | Corina Peptan                          |
| 2021 | Bogdan-Daniel Deac                    | Alessia Ciolacu                        |
| 2022 | Mircea Pârligras                      | Alessia Ciolacu                        |
| 2023 | Kirill Shevchenko                     | Miruna Lehaci                          |
| 2024 | Mircea Pârligras                      | Miruna Lehaci                          |

## Campioni la șah prin corespondență
1. Aurel Anton (1962-1963)
2. Sorin Firu (1963-1964)
3. Gheorghe Rotariu (1964-1965)
4. Mihai Suta (1965-1966)
5. Volodea Vaisman (1966-1967)
6. Valer Demian (1967-1968)
7. Volodea Vaisman (1968-1969)
8. Mihail Breazu (1969-1970)
9. Vasile Georgescu (1970-1971)
10. Mihail Breazu (1971-1972)
11. Vasile Georgescu (1972-1973)
12. Vasile Georgescu (1973-1974)
13. Carol Prohaska (1975-1976)
14. Nicolae Ene (1976-1977)
15. Nicolae Ene (1977-1978)
16. Elemer Hosszu (1978-1980)
17. Pamfil Nichitelea (1980-1982)
18. Calin Constantinescu (1981-1982)
19. Adrian Olteanu (1982-1984)
20. Zamfir Leca (1983-1985)
21. Pamfil Ionescu (1985-1986)
22. Eugen Popescu Savoiu (1987-1988)
23. Dan Ivanciu (1988-1990)
24. Corneliu Miron (1989-1991)
25. Corneliu Miron (1991-1993)
26. Constantin Cusmir (1992-1994)
27. Severian Berbece (1993-1995)
28. Florea Hrituc (1994-1996)
29. Luliu Follert (1995-1997)
30. Dan Grosu (1996-1998)
31. Octavian Moise (1997-1999)
32. Aurelian Curin (1998-2000)
33. Constantin Dumitrascu (1999-2000)
34. Cristian Mayer (1999-2001)
35. Constantin Vasile (2000-2001)
36. Virgil Florescu (2001-2002)
37. Viorel Craciuneanu (2002-2003)
38. Constantin Enescu (2003-2005)
39. Constantin Enescu (2004-2006)  [10]
40. Marius Zarnescu (2005-2007)  [11]
41. Marius Zarnescu (2007-2009)  [12]
42. Tiberiu Aninis (2008-2010)  [13]
43. Cristian-Ion Epure (2009-2011)  [14]
44. Viorel Calugaru, Cristian Campian (2005-2007)  [15]
45. Ioan Calin Chiru (2006-2008)  [16]
46. Ioan Calin Chiru (2008-2010)  [17]
47. Liviu Neagu (2008-2010)  [18]
48. Cristian-Ion Epure (2009-2011)  [19]
49. Liviu Neagu (2010-2012)  [20]
50. Cristian-Ion Epure (2011-2013)  [21]
51. Adrian Pantazi (2012-2014)  [22]
52. Florin Becsenescu (2013-2015)  [23]
53. Liviu Neagu (2014-2016)  [24]
54. Adrian Pantazi (2015-2017)  [25]
55. Iulian Taras (2016-2018)  [26]
56. Constantin Enescu, Dorin Bobarnac (2018-2020)  [27]
57. Partenie Mihai (2019-2021)  [28]
58. Cristian-Ion Epure (2020-2022)  [29]
59. Cristian Campian (2021-2023)  [30]
60. Cristian Campian (2021-2023)  [31]
61. Cornel Matei (2022-2023)  [32]
62. Liviu Neagu (2023-2024)  [33]